# Lia C.
Lia C. (Barreiro, Portugal, 9 de fevereiro de 1975) é uma escritora portuguesa de livros infantis.

## Biografia
Desde jovem, a autora demonstrou interesse pela arte no geral e pela escrita, em particular.  
Licenciada em Enfermagem, concilia a sua profissão como enfermeira com a de escritora infantil. Para alimentar o seu amor pelas palavras, frequentou diversos cursos de escrita.  
A escritora Lia C inspira-se no mar, é casada, tem dois filhos (uma filha e um filho), um peixinho pequeno, um cão grande e uma horta. O seu primeiro livro com a editora Cordel D' Prata, "Mimi e a Poção Mágica", foi inspirado pela sua filha e aborda a coragem, os segredos, a magia, a transformação e a luta pelos sonhos.  
A autora participou como letrista em alguns trabalhos discográficos, nomeadamente, no álbum musical "Transumâncias Groove" (2009), dos Uxu Kalhus e "Bica?" dos BICA (2017). Já em 2019, realizou a letra do hino do Serviço de Pediatria do Hospital Garcia de Orta.
Com o lançamento dos seus livros, Lia C. tem percorrido algumas escolas, para realizar as apresentações dos mesmos. 
Em 2023, o seu livro infantil intitulado “Mimi e a Poção Mágica” venceu o troféu de Melhor Obra Infantil, na Gala dos Autores. 

## Obras Publicadas
O Tesouro do Bosque (Edição do Autor, prosa e poesia, 2017) 
A Matilha Ferrodente (Edição do Autor, poesia, 2018) 
Pedra, Papel ou Tesoura? (Edição do Autor, 2022) 
Mimi e a Poção Mágica (Cordel D' Prata, 2022) 
Aguarela Tagarela (Cordel D' Prata, 2023) 
O Concerto dos Animais (Edição do Autor, 2023) 
Poemas para ler antes de adormecer (Cordel D' Prata, 2024) 

## Prémios
Prémio Melhor Obra Infantil da Cordel D' Prata, em 2023